# Hios
Hios (grško starogrško Χίος) je s površino 842 km2 je peti največji grški otok, ki leži v severnem Egejskem morju in deseti največji otok v celotnem Sredozemskem morju. Bližnja otoka sta Lezbos 48 km severno in Ikarija 58 km južno od njega. Otok je od Turčije ločen s Hioškim prelivom. Hhios je znan po izvozu mastike, njegov vzdevek je otok mastike. Turistične znamenitosti vključujejo njegove srednjeveške vasice in samostan Nea Moni iz 11. stoletja, ki je na Unescovem seznamu svetovne dediščine.
Leta 2020 je imel 54.030 prebivalcev in gostoto poselitve 64 preb./km2. V glavnem mestu in sedežu občine otoka Iosu živi 32.400 prebivalcev. Domačini mesto Hios imenujejo Hora (Χώρα dobesedno pomeni dežela ali država, vendar se običajno nanaša na glavno mesto ali naselje na najvišji točki grškega otoka. Arheološke najdbe pri mestu Agios Gali in Emboriu pričajo da je bil otok naseljen že okoli leta 2000 pr. n. št. Izkopanine pričajo da je bil otok v 7. stoletju pr. n. št. središče kulture in trgovine z mastiko in oljčnim oljem ter velika pomorska sila, prebivalci pa so veljali za najbogatejše v Egejskem morju. Ko so otok  zavojevali Perzijci in je gospodarsko nazadoval. Nekoč je bil gosto naseljen, leta 1822 pa je doživel pokol zaradi prizadevanj za samostojno Grčijo. Turška oblast je neusmiljeno pobila skoraj 40.000 prebivalcev grškega porekla.
Na otoku je bila do konca prve svetovne vojne velika turška skupnost, ki se je po novi razmejitvi med Grčijo in Turčijo v 20. letih 20. stoletja morala izseliti. Ker je otok oddaljen od Aten, je gospodarsko slabo razvit. Tudi turistični razvoj je počasen. 

## Geografija
Otok Hios ima obliko polmeseca ali ledvice, dolg 50 km od severa proti jugu in 29 km na najširšem delu, pokriva površino 842.289 km². Teren je gorat in suh, z grebenom gora, ki poteka vzdolž otoka. Dve največji od teh gora, Pelineon (1297 m) in Epos (1188 m ), sta na severu otoka. Središče otoka je med vzhodom in zahodom razdeljeno z nizom manjših vrhov, znanih kot Provatas.

### Regije
Hios lahko razdelimo na pet regij:
Vzhodna obala
Na sredini vzhodne obale ležijo glavna središča prebivalstva, glavno mesto Hios ter regiji Vrontados in Kambos. Mesto Hios s 32.400 prebivalci je zgrajeno okoli glavnega otoškega pristanišča in srednjeveškega gradu. Sedanji grad z obsegom 1400 m je bil v glavnem zgrajen v času genoveške in osmanske vladavine, čeprav so našli ostanke, ki segajo v naselbine leta 2000 pr. n. št. Mesto je močno poškodoval potres leta 1881 in je le delno ohranilo svoj prvotni značaj.
Severno od mesta Hios leži veliko predmestje Vrontados (4500 prebivalcev), ki trdi, da je rojstni kraj Homerja. Predmestje leži v občini Omiroupoli, njegova povezava s pesnikom pa je podprta z arheološkim najdiščem, tradicionalno znanim kot Učiteljeva skala.
Južna regija (Mastichochória)
V južnem delu otoka so Mastichochoria (dobesedno 'vasi mastike'), sedem vasi Mesta (Μεστά), Pirgi (Πυργί), Olimpi (Ολύμποι), Kalamoti (Καλαμωτή), Vessa (Βέσσα), Lithi (Λιθί) in Elata (Ελάτα), ki skupaj nadzirata proizvodnjo mastike na tem območju že od rimskega obdobja. Vasi, zgrajene med 14. in 16. stoletjem, imajo skrbno zasnovano razporeditev z utrjenimi vrati in ozkimi ulicami za zaščito pred pogostimi napadi roparskih piratov. Med mestom Hios in Mastichochoria leži veliko število zgodovinskih vasi, vključno z Armolia (Arμόλια), Mirmighi (Μυρμήγκι) in Kalimasia (Καλλιμασιά). Vzdolž vzhodne obale so ribiške vasi Kataraktis (Καταρράκτης) in na jugu Nenita (Nένητα).
Notranjost
Neposredno v središču otoka, med vasema Avgonima na zahodu in Karies na vzhodu, je samostan Nea Moni iz 11. stoletja, ki je na Unescovem seznamu svetovne dediščine. Samostan je bil zgrajen s sredstvi bizantinskega cesarja Konstantina IX., potem ko so ga trije menihi, ki so živeli v bližnjih jamah, zaprosili, ko je bil v izgnanstvu na otoku Lezbos. Samostanu so pripadala znatna posestva, s cvetočo skupnostjo do pokola leta 1822. Še bolj je bil poškodovan med potresom leta 1881. Leta 1952 je bila Nea Moni zaradi pomanjkanja menihov spremenjena v samostan.

### Podnebje
Podnebje na otoku je toplo in zmerno, kategorizirano kot zmerno sredozemsko (Csa), s skromnimi variacijami zaradi stabilizacijskega učinka okoliškega morja. Povprečne temperature se običajno gibljejo od poletne najvišje 30 °C do zimske najnižje 7 °C v januarju, čeprav so lahko včasih temperature nad 40 °C ali pod lediščem.
Otok običajno doživlja stalen vetrič (povprečno 3–5 m/s) skozi vse leto, smer vetra pa je pretežno severna ("eteški" veter - lokalno imenovan "Meltemi") ali jugozahodni (široko).

### Geologija
Hiosova kotlina je hidrografska podenota Egejskega morja, ki meji na otok Hios.. Nekakšna bela umazanija, najdena v bližini Pirgija na južnem delu otoka, je že od antike slovela kot adstrigentno in kozmetično sredstvo kot hioška zemlja (latinsko: Chia terra; [9] grško: πηλομαιοτικο, pēlomaiotiko). Pridobljena okoli maja vsako leto je veljala za manj vredno kot podobna zdravilna zemlja, ki jo je proizvedel Lemnos, glede na to, da je lemnoška zemlja veljala za zaščito pred strupi, vendar je kljub temu veljala za »najboljšo od vseh kozmetičnih izdelkov, dala belino in gladkost koži ter preprečevanje gube poleg vseh drugih snovi ... za iste namene.«
- Mestni park Hios s kipom Konstantinosa Kanarisa
- Pogled na vas Mesta
- Stavbe v Pirgiju prekrite s sgraffitom (lokalno ime: Xistà)
- Mount Pelinaio
- Skala svete Markele, zavetnice Hiosa

## Zgodovina

### Etimologija
Starodavni pisec Pavzanij nam pove, da je pesnik Ion s Hiosa verjel, da je otok dobil ime po Hiosu, Pozejdonovem sinu otoške nimfe, ki se je rodil sredi sneženja (starogrško χιών chiōn 'sneg').  V antiki znan kot Ophioussa (Ὀφιοῦσσα, 'kačji otok') in Pityoussa (Πιτυοῦσσα, 'otok z borovci'), so v kasnejšem srednjem veku otoku vladale številne negrške sile in je bil znan kot Scio (genovsko), Chio (italijanščina) in Sakız (صاقيز v osmanski turščini). Glavno mesto v tem času je bil Kastron (Κάστρον, 'grad').

### Predzgodovina
Arheološke raziskave na Hiosu so odkrile dokaze o bivanju, ki sega vsaj v obdobje neolitika. Glavna mesta raziskav v tem obdobju so bila jamska bivališča v Hagio(n) Galas na severu ter naselbina in spremljajoča nekropola v današnjem Emporeiu na skrajnem jugu otoka. Znanstveniki nimajo podatkov o tem obdobju. Velikost in trajanje teh naselij torej nista natančno ugotovljena.
Britanska šola v Atenah pod vodstvom Sinclairja Hooda je v letih 1952–1955 izkopavala lokacijo Emporeio in večina najnovejših informacij prihaja iz teh izkopavanj. Grška arheološka služba prav tako občasno izkopava na Hiosu od leta 1970, čeprav večina njenega dela na otoku ostaja neobjavljena.
Opazna enotnost v velikosti hiš v Emporeiu navaja nekatere učenjake na domnevo, da je bilo v neolitski dobi na otoku malo družbenih razlik. Prebivalci so imeli očitno vsi koristi od poljedelstva in živinoreje.
Znanstveniki prav tako na splošno menijo, da otoka v srednji bronasti dobi (2300–1600) niso naselili ljudje, čeprav so raziskovalci pred kratkim predlagali, da pomanjkanje dokazov iz tega obdobja morda le kaže na pomanjkanje izkopavanj na Hiosu in severnem Egeju.
Vsaj do 11. stoletja pred našim štetjem je otoku vladala monarhija, kasnejši prehod v aristokratsko (ali morda tiransko) vladavino pa se je zgodil nekje v naslednjih štirih stoletjih. Prihodnja izkopavanja bodo morda razkrila več informacij o tem obdobju. Evbejska in ciprska prisotnost na otoku iz 9. stoletja je potrjena s keramiko, medtem ko je feničanska prisotnost opažena v Eritri, tradicionalnem tekmecu Hiosa na celini.

### Arhaično in klasično obdobje
Ferekid, rojen v Egejskem morju, je zapisal, da so otok zasedli Lelegi, predgrki, za katere poročajo, da so bili podvrženi Minojcem na Kreti. Sčasoma so jih pregnali Jonci.
Hios je bil ena od prvotnih dvanajstih držav članic Jonske zveze. Posledično je bil Hios ob koncu 7. stoletja pr. n. št. eno prvih mest, ki je kovalo kovance, sfingo pa postavilo za svoj simbol. To tradicijo ohranja skoraj 900 let.
V 6. stoletju pred našim štetjem je vlada Hiosa sprejela ustavo, podobno tisti, ki jo je razvil Solon v Atenah in kasneje razvila demokratične elemente z volilno skupščino in ljudskimi sodniki, imenovanimi damarhoi.
Leta 546 pr. n. št. je bil Hios podvržen Perzijskemu imperiju. Hios se je leta 499 pr. n. št. pridružil jonskemu uporu proti Perzijcem. Pomorsko moč Hiosa v tem obdobju dokazuje dejstvo, da so imeli Hiošani največjo floto (100 ladij) med vsemi Jonci v bitki pri Ladi leta 494 pr. n. št. Pri Ladi se je hioško ladjevje vztrajno borilo proti perzijskemu ladjevju tudi po prebegu Samijcev in drugih, vendar so bili Hiošani na koncu prisiljeni umakniti se in spet so bili podvrženi perzijski nadvladi.
Poraz Perzije v bitki pri Mikali leta 479 pr. n. št. je pomenil osvoboditev Hiosa izpod perzijske oblasti. Ko so Atenci ustanovili Delsko zvezo, se je Hios pridružil kot eden redkih članov, ki jim ni bilo treba plačevati davka, vendar so zavezništvu oskrbovali ladje.
Od 5. do 4. stoletja pr. n. št. je otok zrasel na ocenjeno število več kot 120.000 prebivalcev (dva do trikrat več kot ocenjeno prebivalstvo leta 2005), glede na ogromno nekropolo v glavnem mestu Hios. Domneva se, da je na tem območju živela večina prebivalstva.
Leta 412 pred našim štetjem se je med peloponeško vojno Hios uprl Atenam in Atenci so ga oblegali. Olajšava je prišla šele naslednje leto, ko so Špartanci lahko prekinili obleganje. V 4. stoletju pr. n. št. je bil Hios član Druge atenske lige, vendar se je med socialno vojno (357–355 pr. n. št.) uprl Atenam in Hios je ponovno postal neodvisen do vzpona Makedonije.

### Helenistično obdobje
Teopomp se je skupaj z drugimi izgnanci leta 333 pr. n. št. vrnil na Hios, potem ko je Aleksander Veliki vdrl v Malo Azijo in odredil njihovo vrnitev ter izgnanstvo ali sojenje perzijskim privržencem na otoku. Teopomp je bil spet izgnan nekaj časa po Aleksandrovi smrti in se zatekel v Egipt.
V tem obdobju je otok postal tudi največji izvoznik grškega vina, ki je bilo znano po razmeroma visoki kakovosti. Hioške amfore z značilnim emblemom sfinge in grozdi so bile najdene v skoraj vseh državah, s katerimi so stari Grki trgovali. Te države so vključevale Galijo, Gornji Egipt in Južno Rusijo.

### Rimsko obdobje
Med tretjo makedonsko vojno je Eumen II. svojemu bratu Atalu poslal petintrideset plovil, povezanih z Rimom, ki so prevažale približno 1000 galatijskih vojakov in številne konje. Ko so zapustili Elaeo, so bili namenjeni v pristanišče Phanae, od tam pa so se nameravali izkrcati v Makedonijo. Vendar pa je Perzejev mornariški poveljnik Antenor prestregel floto med Eritrajo (na zahodni obali Turčije) in Hiosom. Po Liviju  jih je Antenor ujel povsem nepripravljene. Eumenovi častniki so sprva mislili, da so prestrezna flota prijateljski Rimljani, a so se razkropili, ko so ugotovili, da se soočajo z napadom makedonskega sovražnika, nekateri so se odločili zapustiti ladjo in odplavati v Eritrej. Drugi so z ladjami trčili v kopno na Hiosu in pobegnili proti mestu. Vendar so Hiošani zaprli svoja vrata, presenečeni nad nesrečo. In Makedonci, ki so se vseeno privezali bližje mestu, so preostalo floto presekali pred mestnimi vrati in na cesti, ki je vodila v mesto. Od 1000 mož je bilo 800 ubitih, 200 ujetih.
Po rimskem osvajanju je Hios postal del province Azije.
Plinij Starejši spominja na uporabo pestrega marmorja v otoških stavbah, na hvaležnost otočanov za tak kamen nad freskami ali drugimi oblikami umetnega okrasja in na lepotne lastnosti lokalne zemlje. Marmor iz Hiosa, ki ga danes imenujemo marmor chium ali portasanta, je postal eden najbolj zaželenih in najdražjih v rimskem svetu in pozneje. Ima rožnat odtenek, ki vsebuje rumeno-oranžne, rjave in sive lise različnih oblik in velikosti, ločene z belkastimi ali rdečimi žilami. Ime portasanta izhaja iz vratnih podbojev bazilike svetega Petra v Rimu, ki so izdelani iz tega marmorja.
Po Apostolskih delih, so evangelist Luka, apostol Pavel in njuni spremljevalci med Pavlovim tretjim misijonarskim potovanjem, na poti z Lezbosa na Samos, prešli Hios.Acts 20,15

### Bizantinsko obdobje
Po trajni delitvi Rimskega cesarstva leta 395 našega štetja je bil Hios sedem stoletij del Bizantinskega cesarstva. To se je končalo, ko je otok (1090–1097) za kratek čas zavzel Čaka beg, turški beg v regiji Smirna med prvo širitvijo Turkov na obalo Egejskega morja. Vendar so Bizantinci s pomočjo prve križarske vojne pregnali Turke z obale Egejskega morja in otok je obnovil bizantinsko oblast pod admiralom Constantine Dalassenos.
To relativno stabilnost je končalo plenjenje Konstantinopla v četrti križarski vojni (1204), med pretresi v 13. stoletju pa so na lastništvo otoka nenehno vplivali regionalni boji za oblast. Po četrti križarski vojni so bizantinsko cesarstvo razdelili latinski cesarji Konstantinopla, pri čemer je Hios nominalno postal posest Beneške republike. Vendar pa so porazi Latinskega cesarstva povzročili, da se je otok leta 1225 vrnil pod bizantinsko oblast.

### Genoveško obdobje (1304–1566)
Bizantinski vladarji so imeli majhen vpliv in s pogodbo v Nimfeju je bila oblast predana Genovski republiki (1261). V tem času so otok pogosto napadali pirati, v letih 1302–1303 pa je bil tarča obnovljenih turških flot. Da bi preprečili turško širitev, so otok ponovno osvojili in obdržali kot obnovljivo koncesijo po ukazu bizantinskega cesarja Andronika II. Paleologa, Genovčan Benedetto I. Zaccaria (1304), takratni admiral Filipa Francoskega. Zaccaria se je postavil za vladarja otoka in ustanovil kratkotrajno gospostvo Hios. Njegova vladavina je bila prijazna in učinkovit nadzor je ostal v rokah lokalnih grških veleposestnikov. Benedetu Zachariji je sledil njegov sin Paleologo Zacharija in nato njegova vnuka oziroma nečaka Benedetto II. in Martino. Otok so skušali obrniti proti latinskim in papeškim oblastem ter stran od prevladujočega bizantinskega vpliva. Domačini, še vedno zvesti Bizantinskemu cesarstvu, so se odzvali cesarjevemu pismu in kljub stalni vojski tisoč pešcev, sto konjenikov in dveh galej izgnali družino Zacharia z otoka (1329) in razpustili fevd.
Lokalna vladavina je bila kratka. Leta 1346 je bila v Genovi ustanovljena zakupljena družba ali Maona (Maona di Chio e di Focea - srednjeveško italijansko združenje investitorjev), da bi ponovno osvojila in izkoristila Hios in sosednje mesto Fokeja v Mali Aziji. Čeprav so otočani odločno zavrnili prvotno ponudbo zaščite, je otok vdrla genovska flota, ki jo je vodil Simone Vignoso in grad oblegal. Ponovno se je vladavina prenesla mirno, saj je bil 12. septembra grad predan in podpisana pogodba brez izgube privilegijev lokalnih posestnikov, dokler je bila sprejeta nova oblast. Maona je bila pod nadzorom družine Giustiniani.
Genovčani, ki jih je zanimal dobiček in ne osvajanje, so nadzorovali trgovske postaje in skladišča, zlasti trgovino z mastiko, galunom, soljo in smolo. Druge trgovine, kot so žito, vino, olje in tkanine, ter večino poklicev so vodili skupaj z domačini. Po neuspeli vstaji leta 1347 in zaradi velike številčne premoči (manj kot 10 % prebivalstva leta 1395) so Latinci ohranili majhen nadzor nad lokalnim prebivalstvom, večinoma ostali v mestu in dovolili popolno versko svobodo. Na ta način je otok ostal pod genovskim nadzorom dve stoletji. Pomemben genovski prebivalec iz tega obdobja je bil Krištof Kolumb, ki je živel na Hiosu v 1470-ih pred svojimi potovanji v Ameriko. Leta 1566, ko je Genova izgubila Hios v dobro Osmanskega cesarstva, je bilo na otoku 12.000 Grkov in 2.500 Genovežanov (ali 17 % celotnega prebivalstva).

### Osmansko obdobje: blaginja in veliko uničenje
Aprila 1566 je Osmansko cesarstvo po predaji Pijale paši zavzelo otok Hios. Kasneje so Genovežane poslali v prestolnico in jim čez nekaj časa na zahtevo francoskega veleposlanika dovolili vrnitev.
Med osmansko vladavino sta oblast in pobiranje davkov ponovno ostala v rokah Grkov, turška garnizija pa je bila majhna in neopazna.
Poleg latinskega in turškega prihoda dokumenti poročajo o majhnem judovskem prebivalstvu vsaj od leta 1049. Prvotnim grškim (romanskim) Judom, za katere se domneva, da so jih prinesli Rimljani, so se kasneje pridružili sefardski Judje, ki so jih Osmani pozdravili med iberskimi izgoni v poznem 15. stoletju.
Glavni steber slavnega bogastva otoka je bil pridelek mastike. Hios je lahko znatno prispeval k cesarski zakladnici, medtem ko je hkrati ohranil nizko stopnjo obdavčitve. Osmanska vlada jo je imela za eno najdragocenejših provinc cesarstva.
Ko je izbruhnila grška osamosvojitvena vojna, se otoški voditelji niso hoteli pridružiti revolucionarjem, ker so se bali izgube varnosti in blaginje. Vendar pa je marca 1822 nekaj sto oboroženih Grkov s sosednjega otoka Samos pristalo na Hiosu. Razglasili so revolucijo in napadli Turke, takrat pa so se otočani odločili pridružiti boju.
Osmani so nato na otok izkrcali veliko silo in zadušili upor. Osmanski pokol na Hiosu je izgnal, pobil ali zasužnjil na tisoče prebivalcev otoka.
Izbrisal je cele vasi in prizadel območje Mastichochoria, vasi, kjer raste mastika na jugu otoka. Sprožil je tudi negativen odziv javnosti v Zahodni Evropi, kot jo je upodobil Eugène Delacroix, ter v pisanju Lorda Byrona in Victorja Hugoja. Leta 1825 je Thomas Barker iz Batha na stene hiše Doric House v Bathu v Somersetu naslikal fresko, ki prikazuje Pokol na Hiosu. Nazadnje Hios ni bil vključen v sodobno grško državo in je ostal pod osmansko oblastjo.
Leta 1881 je potres, ocenjen na 6,5 na trenutni lestvici magnitude, poškodoval velik del otoških stavb in povzročil veliko izgubo življenj. Poročila tistega časa govorijo o 5500–10.000 smrtnih žrtvah.
Nenavadno je, da je kljub strašnemu opustošenju v poznem 19. stoletju Hios postal domovina sodobne grške ladijske industrije. Indikativno, medtem ko je bilo leta 1764 na Hiosu evidentiranih 6 ladij z 90 mornarji, so bile leta 1875 104 ladje z več kot 60.000 registrskimi tonami, leta 1889 pa je bilo evidentiranih 440 jadrnic različnih tipov s 3050 mornarji. Dinamičen razvoj hioškega ladijskega prometa v 19. stoletju dodatno potrjujejo različne ladijske storitve, ki so bile v tem času prisotne na otoku, kot je ustanovitev ladijskih zavarovalnic Chiaki Thalassoploia (Χιακή Θαλασσοπλοΐα), Dyo Adelfai (Δυο Αδελφαί ), Omonoia (Ομόνοια) in ladijska banka Archangelos (Αρχάγγελος) (1863). Razcvet hioškega ladijskega prometa se je zgodil z uspešnim prehodom z jadrnic na paro. V ta namen so bili hioški ladjarji podprti z močno prisotnostjo diaspore hioških trgovcev in bankirjev ter povezavami, ki so jih razvili s finančnimi središči tistega časa (Carigrad, London), ustanovitvijo ladijskih poslovnežev v Londonu, ustanovitvijo ladjarske akademije na Hiosu in strokovno znanje hioškega osebja na krovu.
- Nea Moni, Hios (11. stoletje)
- Bizantinska cerkev Panagia Kokorovilia (13. stoletje) v Kamposu
- Grad Hios
- Zemljevid Hiosa, Benedetto Bordone, 1547
- Stavba v Kamposu
- Giustinianov masaker na Hiosu, Francesco Solimena
- Pokol na Hiosu, Eugène Delacroix. To in dela Lorda Byrona so pritegnila pozornost celinske Evrope na katastrofo, ki se je zgodila na Hiosu (1824, olje na platnu, 419 cm × 354 cm, Louvre, Pariz).
- Razstrelitev paradne ladje Nasuha Ali Paše, Konstantinos Kanaris, ki ga je naslikal Nikiforos Lytras (143 cm × 109 cm. Galerija Averoff). Kanaris je razstrelil vodilno ladjo kot maščevanje za pokol.
- Anavatos zapuščena vas

### V neodvisni Grčiji
Hios se je po prvi balkanski vojni (1912) pridružil preostali neodvisni Grčiji. Grška mornarica se je novembra 1912 izkrcala na Hiosu in po seriji spopadov, ki so trajali več kot mesec dni, prevzela nadzor nad otokom. Osmansko cesarstvo je s podpisom Londonske pogodbe (1913) priznalo grško priključitev Hiosa in drugih egejskih otokov.
Čeprav je bila Grčija uradno nevtralna, so otok med prvo svetovno vojno, 17. februarja 1916, zasedli Britanci. To je morda posledica bližine otoka Osmanskemu cesarstvu in zlasti mestu Izmir.
Nanj je vplivala tudi izmenjava prebivalstva po grško-turški vojni 1919–1922, ko so se prihajajoči grški begunci naselili v Kastro (prej turška soseska) in v novih naseljih, ki so bila naglo zgrajena južno od mesta Hios.
Na otoku je med grško državljansko vojno prišlo do lokalnega nasilja. To se je končalo, ko je bila zadnja skupina komunističnih borcev ujeta in ubita v sadovnjakih Kamposa, njihova trupla pa so na tovornjaku prepeljali skozi glavno mesto. Marca 1948 je bil otok uporabljen kot internacijsko taborišče za politične zapornice (komunistke ali sorodnice gverilcev) in njihove otroke, ki so bili nameščeni v vojaških barakah blizu mesta Hios. Do 1300 žensk in 50 otrok je bilo nastanjenih v utesnjenih in ponižujočih razmerah do marca 1949, ko so taborišče zaprli in so se prebivalci preselili v Trikeri.
Proizvodnjo mastike je ogrozil gozdni požar, ki je avgusta 2012 zajel južno polovico otoka in uničil nekaj nasadov mastike.
Do leta 2015 je Hios postal tranzitna točka za begunce in prosilce za azil, ki vstopajo v EU iz Turčije. Sprejemni in identifikacijski center je bil ustanovljen pri VIAL blizu vasi Halkeio, vendar je leta 2021 grška vlada objavila, da bo nov zaprt sprejemni center zgrajen na bolj izolirani lokaciji v Akra Pachy blizu vasi Pantoukios.

## Demografija
Po popisu iz leta 2011 je imel Hios 52.674 prebivalcev s stalnim bivališčem na otoku.

## Gospodarstvo
Lokalna skupnost trgovskih ladij prevaža več lokalno pridelanih proizvodov, vključno z mastiko, olivami, figami, vinom, mandarinami in češnjami.

### Kuhinja
Lokalne specialitete otoka so:
•	Kordelia, pasta
•	Malathropita
•	Neratzopita
•	Mastello (sir)
•	Valanes, tip paste
•	Sfougato, tip omelete
•	Mamoulia (desert)
•	Masourakia (desert)
•	Mastiha (pijačak)
•	Souma (pijača)

### Rudniki antimona
Nekaj časa od zgodnjega 19. stoletja do 1950-ih so na otoku občasno rudarili v rudnikih antimona Keramos.
- Steklenice alkoholnih pijač Hios mastika: Masticha Ouzo (levo) in Masticha Liqueur (desno).
- Adamantios Korais javna knjižnica Hios.
- Rouketopolemos), Vrontados

## Kultura
- Nea Moni je samostan z odličnimi mozaiki iz časa vladavine Konstantina IX. in je del svetovne dediščine.[43]
- Starodavni napis (v Arheološkem muzeju Hios) s pogrebnega spomenika iz 5. stoletja za Heropita, Filaiosovega sina, sledi njegovi družini nazaj v štirinajstih generacijah na Kiprios v 10. stoletju pr. n. št., preden so bili v Grčiji kakršni koli pisni zapisi.[44][45]
- Grad Hios, bizantinska utrdba, zgrajena v 10. stoletju
  - cerkev sv. Jurija
- Bizantinski muzej Hios
- Muzej mastike Hios
- Arheološki muzej Hios
- Pomorski muzej Hios
- Mesto Vrontados je dom edinstvenega velikonočnega praznovanja, kjer se tekmovalne ekipe domačinov zberejo v dveh (konkurenčnih) cerkvah v mestu, da izstrelijo na desettisoče doma izdelanih raket na zvonik druge cerkve, medtem ko v notranjosti poteka velikonočna služba. cerkve, v tem, kar je postalo znano kot rouketopolemos.[46]

## Pobratena mesta
Hios je pobraten z:
- Brezno, Slovaška
- Ermoupoli, Grčija
- Genova, Italija (od 1985)[47]
- Guiyang, Kitajska
- Ortona, Italija
- Polikastro, Grčija

## Pomembni domačini in prebivalci
- Homer (8. stol. pr. n. št.), pesnik. Glej Tukididovo zgodovino pelopeneške vojne, razdelek 3.104.5, kjer Tukidid citira Homerjevo samoreferenco: "Slepi starec s skalnatega otoka Scio."
- Oinopid (ok. 490 – ok. 420 pr. n. št.), matematik in geometer
- Ion s Hiosa (484-421 pr. n. št.), pisec tragedij
- Hipokrat s Hiosa (ok. 470 – ok. 410 pr. n. št.), pomemben matematik, geometer in astronom
- Teopomp s Hiosa (378 – ok. 320 pr. n. št.), zgodovinar retorike[48]
- Erizistrat s Hiosa (304–250 pr. n. št.), pionirski anatom, kraljevi zdravnik in ustanovitelj starodavne medicinske šole v Aleksandriji, ki je odkril povezavo med organi prek sistemov ven, arterij in živcev[49]
- Aristo s Hiosa (ok. 260 pr. n. št.), stoični filozof
- Klavdija Metrodora (ok. 54–68 n. št.), javna dobrotnica
- Ivan Skilica (ok 11. stoletje), grški zgodovinar